# Marloes
Marloes is een Nederlandse meisjesnaam die gevormd is uit Maria en Loes.
Maria heeft onder meer de betekenis "welgevormd", "druppel van de zee", "verhevene" en "weerspannigheid", en Loes is afgeleid van Louise of Lodewijk, wat zoveel betekent als "roemvolle strijder".